# Up in the Attic
Up in the Attic es el cuarto álbum de estudio del grupo de rock estadounidense Alien Ant Farm, que fue publicado en línea el 30 de mayo de 2006 y físicamente el 17 de julio de 2006 por Universal Music Group.

## 3rd Draft
El álbum fue grabado para ser lanzado en 2005, sin embargo, diferencias en la producción no permitieron su publicación. Este álbum, llamado por los fans con el nombre de 3rd Draft, contó con la adición de una nueva pista y una promoción de radio para el sencillo «Forgive & Forget», siendo lanzado finalmente bajo el nombre de Up in the Attic.

## Rendimiento comercial
El álbum se consideró un fracaso comercial en los EE. UU. debido al poco apoyo para el álbum, ningún sencillo lanzado oficialmente («Forgive & Forget» solo se lanzó como una promoción para la radio y recibió poca difusión) y ninguna gira. El álbum debutó en el número 114 en la lista musical Billboard 200, donde luego cayó al número 198 en la siguiente semana y cayó por completo en su tercera semana.

## Promoción
La canción «Around the Block» tuvo posteriormente un vídeo musical, mientras que la portada del álbum presenta referencias a canciones de álbumes anteriores, así como a canciones del propio álbum, como «Smooth Criminal», «Movies», «SS Recognize», «Pink Tea», «Rubber Mallet», «San Sebastian» y «Crickets».

## Lista de canciones
Todas las canciones escritas por Alien Ant Farm.

| CD    |                       |          |  |
| N.º   | Título                | Duración |  |
| 1.    | «Bad Morning»         | 3:42     |  |
| 2.    | «Forgive & Forget»    | 2:59     |  |
| 3.    | «What I Feel Is Mine» | 2:58     |  |
| 4.    | «It Could Happen»     | 3:53     |  |
| 5.    | «Around the Block»    | 3:16     |  |
| 6.    | «San Sebastian»       | 3:05     |  |
| 7.    | «Lord Knows»          | 3:06     |  |
| 8.    | «Getting Closer»      | 3:48     |  |
| 9.    | «Crickets»            | 4:36     |  |
| 10.   | «Supreme Lifestyle»   | 3:56     |  |
| 11.   | «Consti2tion»         | 3:38     |  |
| 12.   | «State of Emergency»  | 3:29     |  |
| 13.   | «Sleepwalker»         | 3:06     |  |
| 14.   | «She's Only Evil»     | 8:26     |  |
| 53:58 |                       |          |  |

| Best Buy Exclusive |                   |          |  |
| N.º                | Título            | Duración |  |
| 15.                | «Repeat Defender» | 3:15     |  |

## Posicionamiento en listas
| Lista (2006)                   | Mejor posición |
| ------------------------------ | -------------- |
| Estados Unidos (Billboard 200) | 114            |

## Historial de lanzamiento
| País   | Fecha               | Formato   | Discográfica          |
| ------ | ------------------- | --------- | --------------------- |
| Varios | 30 de mayo de 2006  | Streaming | Universal Music Group |
| Varios | 17 de julio de 2006 | CD        | Universal Music Group |